# Hydraena limpidicollis
Hydraena limpidicollis är en skalbaggsart som beskrevs av Perkins 1980. Hydraena limpidicollis ingår i släktet Hydraena och familjen vattenbrynsbaggar. Inga underarter finns listade i Catalogue of Life.